# Imanol González
Imanol González Benac (Río Tercero, Provincia de Córdoba, Argentina; 6 de enero de 1998) es un futbolista argentino. Juega de defensa central y su equipo actual es Gimnasia y Esgrima de Mendoza de la Primera Nacional de Argentina.

## Trayectoria
Oriundo de Río Tercero, comenzó jugando al fútbol en Deportivo Casino, para luego pasar al Deportivo Independiente de Río Tercero. Luego, arribó a las divisiones inferiores de Belgrano, jugando en reserva y formando parte del banco de suplentes del primer equipo, sin debutar oficialmente.En enero de 2018 dejó Belgrano para fichar por el Senglea Athletic FC de la Challenge League Maltesa. Tras una destacada campaña en la que aportó para evitar el descenso del Senglea, en enero de 2019 en anunciado como nuevo jugador del Casertana de la Serie C italiana.
El 16 de enero de 2020 es anunciado su regreso al fútbol maltés, esta vez para defender los colores del Gudja United. En junio de  2020 renueva su contrato con el conjunto maltés. En agosto de 2021 regresa a su país natal, para defender los colores de Güemes de la Primera Nacional. Después de un paso por Estudiantes de San Luis, en diciembre de 2022 es anunciado como nuevo jugador de Deportivo Maipú de la Primera Nacional, en un contrato por dos temporadas.
Luego de perder la final del reducido del Nacional en 2023, en enero de 2024 es anunciada su cesión a Huachipato de la Primera División de Chile.Debutaría en el cuadro acerero el 18 de febrero de 2024, convirtiendo un gol en su estreno, en un empate 1-1 ante Cobreloa por la primera fecha del torneo chileno.
El 23 de enero de 2025 es anunciado como nuevo jugador de Gimnasia y Esgrima de Mendoza.

## Estadísticas
| Club                              | Div.          | Temporada     | Liga  | Liga  | Copas nacionales | Copas nacionales | Copas internacionales | Copas internacionales | Total | Total |
| Club                              | Div.          | Temporada     | Part. | Goles | Part.            | Goles            | Part.                 | Goles                 | Part. | Goles |
| --------------------------------- | ------------- | ------------- | ----- | ----- | ---------------- | ---------------- | --------------------- | --------------------- | ----- | ----- |
| Senglea Athletic FC Malta         | 1.ª           | 2018-19       | 13    | 1     | 0                | 0                | —                     | —                     | 13    | 1     |
| Senglea Athletic FC Malta         | Total club    | Total club    | 13    | 1     | 0                | 0                | 0                     | 0                     | 13    | 1     |
| Casertana · Italia                | 3.ª           | 2018-19       | 5     | 0     | 0                | 0                | —                     | —                     | 5     | 0     |
| Casertana · Italia                | 3.ª           | 2019-20       | 5     | 0     | 0                | 0                | —                     | —                     | 5     | 0     |
| Casertana · Italia                | Total club    | Total club    | 10    | 0     | 0                | 0                | 0                     | 0                     | 10    | 0     |
| Gudja United Malta                | 1.ª           | 2019-20       | 4     | 0     | 1                | 0                | —                     | —                     | 5     | 0     |
| Gudja United Malta                | 1.ª           | 2020-21       | 21    | 1     | 1                | 0                | —                     | —                     | 22    | 1     |
| Gudja United Malta                | Total club    | Total club    | 25    | 1     | 2                | 0                | 0                     | 0                     | 27    | 1     |
| Güemes Argentina                  | 2.ª           | 2021          | 3     | 0     | 0                | 0                | —                     | —                     | 3     | 0     |
| Güemes Argentina                  | Total club    | Total club    | 3     | 0     | 0                | 0                | 0                     | 0                     | 3     | 0     |
| Estudiantes de San Luis Argentina | 3.ª           | 2022          | 27    | 3     | 0                | 0                | —                     | —                     | 27    | 3     |
| Estudiantes de San Luis Argentina | Total club    | Total club    | 27    | 3     | 0                | 0                | 0                     | 0                     | 27    | 3     |
| Deportivo Maipú Argentina         | 2.ª           | 2023          | 38    | 5     | 0                | 0                | —                     | —                     | 38    | 5     |
| Deportivo Maipú Argentina         | Total club    | Total club    | 38    | 5     | 0                | 0                | 0                     | 0                     | 38    | 5     |
| Huachipato · Chile                | 1.ª           | 2024          | 22    | 1     | 1                | 0                | 5                     | 0                     | 28    | 1     |
| Huachipato · Chile                | Total club    | Total club    | 22    | 1     | 1                | 0                | 5                     | 0                     | 28    | 1     |
| Gimnasia y Esgrima (M) Argentina  | 2.ª           | 2025          | 23    | 3     | 2                | 1                | —                     | —                     | 25    | 4     |
| Gimnasia y Esgrima (M) Argentina  | Total club    | Total club    | 23    | 3     | 2                | 1                | 0                     | 0                     | 25    | 4     |
| Total carrera                     | Total carrera | Total carrera | 161   | 14    | 5                | 1                | 5                     | 0                     | 171   | 15    |